# Swing It Soldier
Swing It Soldier é um filme de comédia estadunidense dirigido por Harold Young e estrelado por Ken Murray, Frances Langford, Don Wilson, Blanche Stewart, Elvia Allman, Hanley Stafford, Susan Miller, Irving Lee e Iris Adrian. Foi lançado em 7 de novembro de 1941, pela Universal Pictures.

## Elenco
- Ken Murray ...Jerry Traynor
- Frances Langford ...Patricia Loring / Evelyn Loring Waters
- Don Wilson ...Brad Saunders
- Blanche Stewart ...Brenda
- Elvia Allman ...Cobina
- Hanley Stafford ...J. Horace Maxwellton
- Susan Miller ...Clementine
- Irving Lee ...Senor Lee
- Iris Adrian ...Dena Maxwellton
- Lewis Howard ...Bill Waters
- Thurston Hall ...Oscar Simms
- Kitty O'Neil ...Sra. Simms
- Lew Valentine ...Dr. Browning
- Peter Sullivan ...Garoto do Elevador
- Tom Dugan ...Sargento
- Kenny Stevens ...Kenny Stevens
- Louis DaPron ...dançarino
- Skinnay Ennis ...líder da orquestra